# Florin Niță
Florin Niță vagy Florin Constantin Niță (Bukarest, 1987. július 3. –) román válogatott labdarúgó, labdarúgókapus, a Damak játékosa.

## Pályafutása

### Klubcsapatokban

#### Junior évek/Concordia Chiajna
A bukaresti születésű Niță hétéves korában kezdett el focizni az Steaua București csapatában. 2001-ben a rivális Rapid București csapatához igazolt, ahol négy évet volt, majd az utolsó junior szezonját az Astra Ploieștinél töltötte.
2006-ban, 19 évesen a Concordia Chiajnához szerződött, és az első felnőtt mérkőzéseit a román harmadosztályban játszotta. 2011. július 25-én debütált az első csapatban a román élvonalban, a Sportul Studențesc elleni 2–1-es hazai vereség alkalmával.

#### FCSB
2012 decemberében bejelentették, hogy a következő év nyarán visszatér korábbi klubjához, az Steaua Bucureștihez. A 2015–16-os szezonban kezdett el rendszeresen szerepelni a csapatban, összesen 32 mérkőzésen lépett pályára az összes kupasorozatot figyelembe véve. 2016. augusztus 16-án kivédte Sergio Agüero büntetőjét a Manchester City elleni Bajnokok Ligája rájátszásban, azonban csapata 5–0-ra elvesztette a mérkőzést. 2017 májusában meghosszabbította a szerződését az immár FCSB néven futó csapatnál 2021-ig. 2017-ben a harmadik helyen osztozott Ștefan Raduval a Gazeta Sporturilor által megszervezett Az év román labdarúgója szavazáson.

#### Sparta Praha
2018. február 1-jén a cseh Sparta Praha csapatához igazolt. Sajtóhírek szerint 2 millió euró plusz 500 000 euró bónusz volt a szerződésbe foglalva. 2021 decemberében a Gazeta Sporturilor román lap az év román labdarúgójának választotta a naptári év során nyújtott kiemelkedő teljesítményéért.
A 2022–23-as szezon hátralévő részére kölcsönbe került Pardubice csapatához.

#### Gaziantep
2023. szeptember 9-én egyéves szerződést írt alá a Gaziantep csapatával.

#### Damak
2023. augusztus 25-én egy évre szóló szerződést írt alá a Damak csapatával.

### A válogatottban
2017. március 18-án Silviu Lung Jr. sérülése miatt Christoph Daum szövetségi kapitány meghívót küldött a Dánia elleni 2018-as Vb-selejtezőre készülő bő keretbe. Később nem került be a szűkített keretbe, amit a korábbi román válogatott Helmut Duckadam, Gheorghe Hagi és Laurențiu Reghecampf úgy kommentált, hogy a válogatottból való kihagyása "igazságtalan" annak tudatában, hogy Nițăt az előző szezon legjobb játékosának választották a Liga I-ben.
Végül 2017. november 9-én debütált a válogatottban, csereként váltotta Costel Pantilimont a 71. percben a Törökország ellen 2–0-ra megnyert barátságos mérkőzésen. Miután Ciprian Tătărușanu 2020 végén bejelentette visszavonulását a válogatottól, Niță 2021 márciusában mindhárom Vb-selejtező mérkőzésen – Észak-Macedónia, Németország és Örményország – ellen is kezdőként lépett pályára. Annak ellenére, hogy Románia az utóbbi kettő ellen vereséget szenvedett, teljesítményét a média és a szurkolók is egyaránt dicsérték.

#### Mérkőzései a román válogatottban
| #   | Dátum               | Ellenfél            | Eredmény | Kiírás              | Esemény |
| --- | ------------------- | ------------------- | -------- | ------------------- | ------- |
| 1.  | 2017. november 9.   | Törökország         | 2 – 0    | Barátságos mérkőzés | 71'     |
| 2.  | 2018. március 24.   | Izrael              | 2 – 1    | Barátságos mérkőzés |         |
| 3.  | 2021. március 25.   | Észak-Macedónia     | 3 – 2    | Vb-selejtező        |         |
| 4.  | 2021. március 28.   | Németország         | 0 – 1    | Vb-selejtező        |         |
| 5.  | 2021. március 31.   | Örményország        | 2 – 3    | Vb-selejtező        |         |
| 6.  | 2021. június 6.     | Anglia              | 0 – 1    | Barátságos mérkőzés |         |
| 7.  | 2021. szeptember 2. | Izland              | 2 – 0    | Vb-selejtező        | 76'     |
| 8.  | 2021. szeptember 5. | Liechtenstein       | 2 – 0    | Vb-selejtező        |         |
| 9.  | 2021. szeptember 8. | Észak-Macedónia     | 0 – 0    | Vb-selejtező        |         |
| 10. | 2021. október 8.    | Németország         | 1 – 2    | Vb-selejtező        |         |
| 11. | 2021. október 11.   | Örményország        | 1 – 0    | Vb-selejtező        |         |
| 12. | 2021. november 11.  | Izland              | 0 – 0    | Vb-selejtező        |         |
| 13. | 2021. november 14.  | Liechtenstein       | 2 – 0    | Vb-selejtező        |         |
| 14. | 2022. március 25.   | Görögország         | 0 – 1    | Barátságos mérkőzés |         |
| 15. | 2022. március 29.   | Izrael              | 2 – 2    | Barátságos mérkőzés |         |
| 16. | 2022. június 4.     | Montenegró          | 0 – 2    | Nemzetek Ligája     |         |
| 17. | 2022. június 7.     | Bosznia-Hercegovina | 0 – 1    | Nemzetek Ligája     |         |
| 18. | 2022. június 11.    | Finnország          | 1 – 0    | Nemzetek Ligája     | 86'     |
| 19. | 2022. június 14.    | Montenegró          | 0 – 3    | Nemzetek Ligája     |         |

## Statisztika

### Klubcsapat
2024. január 31-én frissítve.
| Klub                   | Szezon           | Bajnokság | Bajnokság | Kupa  | Kupa  | Ligakupa | Ligakupa | Nemzetközi | Nemzetközi | Egyéb | Egyéb | Összes | Összes | Összes |
| Klub                   | Szezon           | Mérk.     | Gólok     | Mérk. | Gólok | Mérk.    | Gólok    | Mérk.      | Gólok      | Mérk. | Gólok | Mérk.  | Gólok  |        |
| ---------------------- | ---------------- | --------- | --------- | ----- | ----- | -------- | -------- | ---------- | ---------- | ----- | ----- | ------ | ------ | ------ |
| Concordia Chiajna      | 2007–08          | 7         | 0         | ?     | ?     | –        | –        | –          | –          | –     | –     | 7      | 0      |        |
| Concordia Chiajna      | 2008–09          | 15        | 0         | ?     | ?     | –        | –        | –          | –          | –     | –     | 15     | 0      |        |
| Concordia Chiajna      | 2009–10          | 29        | 0         | ?     | ?     | –        | –        | –          | –          | –     | –     | 29     | 0      |        |
| Concordia Chiajna      | 2010–11          | 27        | 0         | 0     | 0     | –        | –        | –          | –          | –     | –     | 27     | 0      |        |
| Concordia Chiajna      | 2011–12          | 21        | 0         | 0     | 0     | –        | –        | –          | –          | –     | –     | 21     | 0      |        |
| Concordia Chiajna      | 2012–13          | 18        | 0         | 2     | 0     | –        | –        | –          | –          | –     | –     | 20     | 0      |        |
| Concordia Chiajna      | Összesen         | 117       | 0         | 2     | 0     | –        | –        | –          | –          | –     | –     | 119    | 0      |        |
| FCSB                   | 2013–14          | 5         | 0         | 3     | 0     | –        | –        | 0          | 0          | 0     | 0     | 8      | 0      |        |
| FCSB                   | 2014–15          | 3         | 0         | 1     | 0     | 2        | 0        | 0          | 0          | 0     | 0     | 6      | 0      |        |
| FCSB                   | 2015–16          | 29        | 0         | 1     | 0     | 1        | 0        | 1          | 0          | 0     | 0     | 32     | 0      |        |
| FCSB                   | 2016–17          | 29        | 0         | 2     | 0     | 2        | 0        | 9          | 0          | –     | –     | 42     | 0      |        |
| FCSB                   | 2017–18          | 21        | 0         | 0     | 0     | –        | –        | 8          | 0          | –     | –     | 29     | 0      |        |
| FCSB                   | Összesen         | 87        | 0         | 7     | 0     | 5        | 0        | 18         | 0          | 0     | 0     | 117    | 0      |        |
| Sparta Praha           | 2017–18          | 14        | 0         | –     | –     | –        | –        | –          | –          | –     | –     | 14     | 0      |        |
| Sparta Praha           | 2018–19          | 26        | 0         | 0     | 0     | –        | –        | 2          | 0          | –     | –     | 28     | 0      |        |
| Sparta Praha           | 2019–20          | 11        | 0         | 2     | 0     | –        | –        | 2          | 0          | –     | –     | 15     | 0      |        |
| Sparta Praha           | 2020–21          | 26        | 0         | 1     | 0     | –        | –        | 3          | 0          | –     | –     | 30     | 0      |        |
| Sparta Praha           | 2021–22          | 15        | 0         | 0     | 0     | –        | –        | 8          | 0          | –     | –     | 23     | 0      |        |
| Sparta Praha           | 2022–23          | 0         | 0         | 0     | 0     | –        | –        | 0          | 0          | –     | –     | 0      | 0      |        |
| Sparta Praha           | Összesen         | 92        | 0         | 3     | 0     | –        | –        | 15         | 0          | –     | –     | 110    | 0      |        |
| Pardubice (kölcsönben) | 2022–23          | 17        | 0         | –     | –     | –        | –        | –          | –          | –     | –     | 17     | 0      |        |
| Gaziantep              | 2023–24          | 19        | 0         | 0     | 0     | –        | –        | –          | –          | –     | –     | 19     | 0      |        |
| Karrier összesen       | Karrier összesen | 332       | 0         | 12    | 0     | 5        | 0        | 33         | 0          | 0     | 0     | 382    | 0      |        |

### Válogatott
2018. március 2-án frissítve.
| Válogatott | Év       | Mérk. | Gól |
| ---------- | -------- | ----- | --- |
| Románia    |          |       |     |
| 2017       | 1        | 0     |     |
| 2018       | 1        | 0     |     |
| 2021       | 11       | 0     |     |
| 2022       | 6        | 0     |     |
| Összesen   | Összesen | 19    | 0   |

## Sikerei, díjai

### Klub
Steaua Bucureşti
- Román bajnok: 2013–14, 2014–15
- Román kupagyőztes: 2014–15
- Román Ligakupa-győztes: 2014-15, 2015–16
- Román Szuperkupa-győztes: 2013

 Sparta Praha
- Cseh bajnok: 2022–23
- Cseh kupagyőztes: 2019–20

### Egyéni elismerés
- Gazeta Sporturilor Az év román labdarúgója: 2021[12]
- CSJ Gala Fotbalului Românesc Az év román labdarúgója: 2021[11]
- Román bajnokság, Az év csapatának tagja: 2016–17

## Fordítás
- Ez a szócikk részben vagy egészben  a   Florin Niță című angol Wikipédia-szócikk fordításán alapul.  Az eredeti cikk szerkesztőit annak laptörténete sorolja fel. Ez a jelzés csupán a megfogalmazás eredetét és a szerzői jogokat jelzi, nem szolgál a cikkben szereplő információk forrásmegjelöléseként.